# NGC 4389
NGC 4389 is een balkspiraalstelsel in het sterrenbeeld Jachthonden. Het hemelobject ligt 41,5 miljoen lichtjaar van de Aarde verwijderd en werd op 10 april 1788 ontdekt door de Duits-Britse astronoom William Herschel.

## Synoniemen
- UGC 7514
- MCG 8-23-28
- ZWG 244.14
- PGC 40537